# Break the Cycle
Albums de Staind
Dysfunction
(1999) 14 Shades of Grey
(2003)
Singles
1. Outside
Sortie : 14 avril 2001
2. It's Been Awhile
Sortie : mai 2001
3. Fade
Sortie : 4 septembre 2001
4. For You (en)
Sortie : décembre 2001
5. Epiphany
Sortie : mai 2002

Break the Cycle est le troisième album du groupe de nu metal et post-grunge américain Staind sorti le 22 mai 2001 sur le label Elektra / Flip Records.

## Historique
Cet album fut enregistré entre octobre 2000 et février 2001 dans différents studios d'enregistrement à travers les États-Unis et fut produit par Josh Abraham. Cinq singles seront tirés de cet album, "Outside", "It's Been Awhile", "Fade", "For You" et "Epiphany". Ils feront tous l'objet d'un clip vidéo et les quatre premiers cités se classeront dans le Billboard Hot 100.
Cet album traite principalement des problèmes familiaux, principalement ceux du chanteur Aaron Lewis, et des relations entre les générations. La musique de cet album abandonne un peu l'agressivité du nu metal pour se tourner vers un son plus rock alternatif, et mélodique.
La version américaine de cet album comprend une version acoustique de "It's Been Awhile". Les versions européennes et australiennes se terminent par une version acoustique de "Outside" enregistré en public à Biloxi, Mississippi avec la participation de Fred Durst, lors du The Family Values Tour 1999.
Aux États-Unis cet album se classa à la première place du billboard 200 le 9 juin 2001 et se vendra à plus de cinq millions d'exemplaires. Il atteint aussi ce classement au Canada, en Nouvelle-Zélande et au Royaume-Uni. Il est l'album de Staind qui obtint le plus de succès.

## Liste des chansons
Toutes les paroles sont écrites par Aaron Lewis, toute la musique est composée par Staind.
| No  | Titre                                     | Durée |
| --- | ----------------------------------------- | ----- |
| 1.  | Open Your Eyes                            | 3:52  |
| 2.  | Pressure                                  | 3:22  |
| 3.  | Fade                                      | 4:03  |
| 4.  | It's Been Awhile                          | 4:25  |
| 5.  | Change                                    | 3:35  |
| 6.  | Can't Believe                             | 2:48  |
| 7.  | Epiphany                                  | 4:19  |
| 8.  | Suffer                                    | 3:59  |
| 9.  | Safe Place                                | 4:35  |
| 10. | For You (en)                              | 3:26  |
| 11. | Outside                                   | 4:52  |
| 12. | Waste                                     | 3:56  |
| 13. | Take It                                   | 3:37  |
| 14. | Outside (live acoustique avec Fred Durst) | 5:40  |

## Musiciens
- Aaron Lewis : chant, guitare rythmique et acoustique
- Mike Mushok : guitare solo
- Johnny April : basse, chœurs
- Jon Wysocki : batterie, percussion

avec
- Fred Durst : chant sur "Outside" version acoustique.

## Singles

### Charts & certifications
It's Been Awhile
| Chart                  | Durée du classement | Position | Date              | Certification    |
| ---------------------- | ------------------- | -------- | ----------------- | ---------------- |
| Hot 100                | 46 semaines         | 5e       | 20 octobre 2001   | Or · Or · Argent |
| Mainstream Rock Tracks | 42 semaines         | 1er      | 28 avril 2001     | Or · Or · Argent |
| Alternative Songs      | 29 semaines         | 1er      | 28 avril 2001     | Or · Or · Argent |
| Single Top 100         | 9 semaines          | 43e      | 13 août 2001      | Or · Or · Argent |
| ARIA Charts            | 15 semaines         | 24e      | 9 septembre 2001  | Or · Or · Argent |
| Ö3 Austria Top 40      | 12 semaines         | 54e      | 23 septembre 2001 | Or · Or · Argent |
| (V) Ultratop           | 1 semaine           | 46e      | 6 octobre 2001    | Or · Or · Argent |
| IRMA                   | 6 semaines          | 15e      | 6 septembre 2001  | Or · Or · Argent |
| RMNZ Singles Top40     | 22 semaines         | 13e      | 2 septembre 2001  | Or · Or · Argent |
| Single Top 100         | 11 semaines         | 19e      | 22 septembre 2001 | Or · Or · Argent |
| UK Singles Chart       | 6 semaines          | 15e      | 9 septembre 2001  | Or · Or · Argent |
| Sverigetopplistan      | 13 semaines         | 23e      | 5 octobre 2001    | Or · Or · Argent |
| Schweizer Hitparade    | 5 semaines          | 79e      | 30 septembre 2001 | Or · Or · Argent |

Outside
| Chart                  | Durée du classement | Position | Date             |
| ---------------------- | ------------------- | -------- | ---------------- |
| Mainstream Rock Tracks | 42 semaines         | 1er      | 28 avril 2001    |
| Alternative Songs      | 26 semaines         | 16e      | 30 juin 2001     |
| Single Top 100         | 9 semaines          | 73e      | 21 janvier 2002  |
| Ö3 Austria Top 40      | 4 semaines          | 69e      | 24 février 2002  |
| Single Top 100         | 3 semaines          | 71e      | 5 janvier 2002   |
| UK Singles Chart       | 2 semaines          | 33e      | 25 novembre 2001 |
| Sverigetopplistan      | 2 semaines          | 52e      | 1er février 2002 |
| Schweizer Hitparade    | 6 semaines          | 53e      | 3 mars 2002      |

Fade
| Chart                  | Durée du classement | Position | Date             |
| ---------------------- | ------------------- | -------- | ---------------- |
| Hot 100                | 17 semaines         | 62e      | 15 décembre 2001 |
| Mainstream Rock Tracks | 26 semaines         | 3e       | 24 novembre 2001 |
| Alternative Songs      | 26 semaines         | 4e       | 3 novembre 2001  |

For You
| Chart                  | Durée du classement | Position | Date            |
| ---------------------- | ------------------- | -------- | --------------- |
| Hot 100                | 20 semaines         | 63e      | 18 mai 2002     |
| Mainstream Rock Tracks | 40 semaines         | 3e       | 20 avril 2002   |
| Alternative Songs      | 32 semaines         | 3e       | 25 février 2002 |
| UK Singles Chart       | 2 semaines          | 55e      | 17 février 2002 |

Epiphany
| Chart                  | Durée du classement | Position | Date         |
| ---------------------- | ------------------- | -------- | ------------ |
| Mainstream Rock Tracks | 14 semaines         | 22e      | 29 juin 2002 |
| Alternative Songs      | 17 semaines         | 28e      | 29 juin 2002 |

## Charts et certifications

### Album
Charts
| Pays                                  | Durée du classement | Meilleur classement | Date              |
| ------------------------------------- | ------------------- | ------------------- | ----------------- |
| Allemagne (GfK Entertainment)         | 34 semaines         | 5e                  | 10 septembre 2001 |
| Australie (ARIA Charts)               | 18 semaines         | 18e                 | 19 août 2001      |
| Autriche (Ö3 Austria Top 40)          | 29 semaines         | 6e                  | 2 septembre 2001  |
| Belgique (V) (Ultratop)               | 12 semaines         | 27e                 | 2 février 2002    |
| Belgique (W) (Ultratop)               | 3 semaines          | 34e                 | 16 février 2002   |
| Canada (Canadian Albums)              | 10 semaines         | 1er                 | 9 juin 2001       |
| Danemark (Tracklisten)                | 16 semaines         | 5e                  | 14 septembre 2001 |
| Écosse (Scottish Album Chart)         | 32 semaines         | 1er                 | 26 août 2001      |
| États-Unis (Billboard 200)            | 70 semaines         | 1er                 | 9 juin 2001       |
| Finlande (Suomen virallinen lista)    | 4 semaines          | 26e                 | 3 septembre 2001  |
| France (SNEP)                         | 18 semaines         | 48e                 | 22 septembre 2001 |
| Italie (FIMI)                         | 17 semaines         | 13e                 | 11 octobre 2001   |
| Norvège (VG-lista)                    | 3 semaines          | 23e                 | 1er octobre 2001  |
| Nouvelle-Zélande (RMNZ Albums Top40)  | 23 semaines         | 1er                 | 1er juillet 2001  |
| Pays-Bas (MegaCharts)                 | 18 semaines         | 36e                 | 6 octobre 2001    |
| Royaume-Uni (UK Albums Chart)         | 31 semaines         | 1er                 | 26 août 2001      |
| Royaume-Uni (UK Rock and Metal Chart) | 42 semaines         | 1er                 | 26 août 2001      |
| Suède (Sverigetopplistan)             | 24 semaines         | 9e                  | 14 septembre 2001 |
| Suisse (Schweizer Hitparade)          | 26 semaines         | 18e                 | 23 septembre 2001 |

Certifications
| Pays             | Certification | Ventes      | Date              |
| ---------------- | ------------- | ----------- | ----------------- |
| Allemagne        | Or            | 250 000 +   | 2002              |
| Australie        | Or            | 35 000 +    | 26 septembre 2001 |
| Canada           | 2 × Platine   | 200 000 +   | 13 août 2001      |
| États-Unis       | 5 × Platine   | 5 000 000 + | 8 septembre 2003  |
| Nouvelle-Zélande | 2 × Platine   | 30 000 +    | 23 septembre 2001 |
| Royaume-Uni      | Platine       | 300 000 +   | 21 décembre 2001  |
| Suisse           | Or            | 20 000 +    | 2002              |